# Weltpolitik

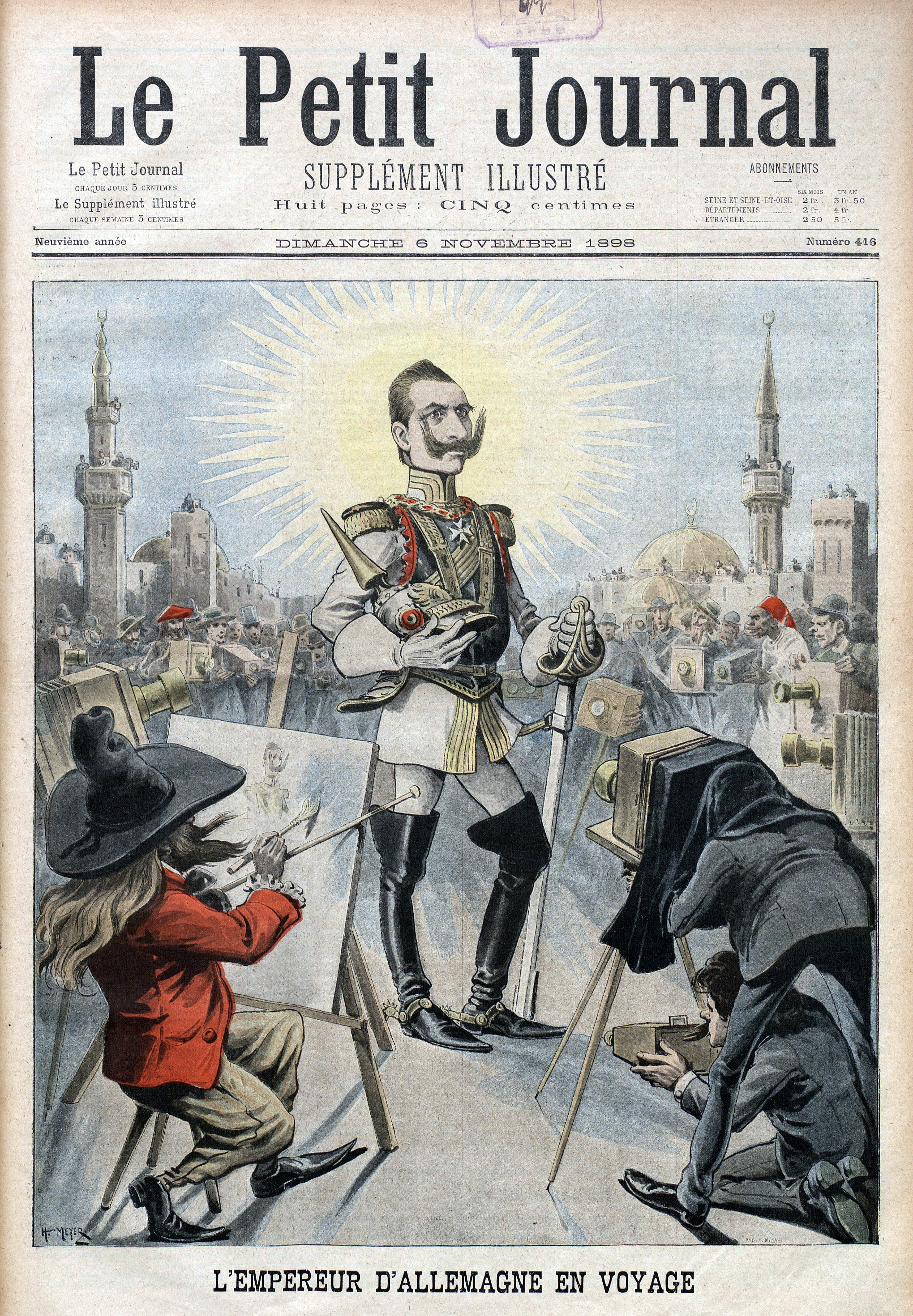
O Imperador Guilherme II, da Alemanha, e sua weltpolitik, retratados na capa de um jornal ("Le petit journal")

Weltpolitik (em alemão Política mundial) foi uma estratégia imperialista adotada pelo Império Alemão no final do Século XIX pelo imperador Guilherme II da Alemanha, para substituir a Realpolitik. O principal objetivo dessa política era aumentar a influência da Alemanha no cenário internacional, transformando-a em uma potência global. Embora considerada uma consequência lógica da unificação alemã por uma ampla parcela da sociedade alemã da época, marcou uma ruptura decisiva com a Realpolitik defensiva da era Bismarck.

## Termo
As origens da política do termo remontam a um debate no Reichstag em 6 de dezembro de 1897, durante o qual o secretário de Relações Exteriores da Alemanha, Bernhard von Bülow, declarou: "Em uma palavra: não queremos jogar ninguém na sombra, mas também exigimos nosso próprio lugar na sol." ("Em uma palavra: não queremos ofuscar ninguém, mas também exigimos nosso lugar ao sol.") 
Nancy Mitchell diz que a criação da Weltpolitik foi uma mudança na aplicação da política externa alemã. Até a demissão de Bismarck pelo Imperador Guilherme, a Alemanha havia concentrado seus esforços em impedir a possibilidade de uma guerra em duas frentes na Europa. Antes da Weltpolitik, havia um foco maior no uso de seu exército e diplomacia sutil para manter seu status. Em particular, Bismarck inicialmente desconfiava da aquisição de colônias ultramarinas e desejava reservar o papel da Alemanha como um "corretor honesto" nos assuntos continentais, embora o Congresso de Berlim de 1878 tenha revelado os limites de seu ponto de vista político de mediação.

## Weltpolitikna História
Com isso uma das medidas adotadas foi a não renovação do Tratado de Resseguro com a Rússia, o que levou o Czar Nicolau II a um acordo com a França na tentativa de se opor à Tríplice Aliança. Junto a isso a Alemanha a partir de 1898 partiu em direção ao Sudeste Asiático mais especificamente à Baía de Kiauchau nas ilhas Marianas, as Carolinas e Samoa em busca de territórios, gerando um grave desconforto com a Grã-Bretanha ,com a qual a Alemanha costurava a tentativa de uma aliança havia muito tempo. A construção da Ferrovia de Bagdá, financiada por bancos e pela indústria pesada alemã, cujo propósito era ligar o Mar do Norte com o Golfo Pérsico através do Bósforo, também colidiu com interesses geopolíticos e econômicos britânicos e russos.
Essa nova estratégia, mais agressiva, resultou num conflito entre a Alemanha e as demais nações, podendo ser também considerada uma das precursoras da crise diplomática que culminou na Primeira Guerra Mundial. 
No entanto, apesar do ceticismo inicial de Bismarck, as bases do império colonial alemão já estavam lançadas durante seu mandato a partir de 1884, quando o governo começou a colocar as propriedades adquiridas de colonizadores como Adolf Lüderitz, Adolph Woermann, Carl Peters e Clemens Denhardt sob o proteção do Império Alemão, necessitando de muito dinheiro para manutenção e controle de seu império colonial, como na revolta de Abushiri de 1888 . Segundo o historiador alemão Hans-Ulrich Wehler, a política colonial alemã na década de 1880 foi um exemplo de um imperialismo social "pragmático", um dispositivo que permitiu ao governo desviar a atenção do público dos problemas domésticos e preservar a ordem social e política existente.
Sob a Weltpolitik, apesar de uma guerra em duas frentes ainda estar na vanguarda das preocupações da Alemanha, conforme comprovado pelo Plano Schlieffen, o Kaiser Guilherme II  era muito mais ambicioso. As políticas coloniais tornaram-se oficialmente uma questão de prestígio nacional , promovida por grupos de pressão como a Liga Pangermânica; na corrida em curso pela África, a Alemanha foi um retardatário e permaneceu firme para recuperar seu atraso na conquista colonial.
No entanto, apenas aquisições relativamente pequenas foram feitas, como na Baía de Kiautschou e Neukamerun , enquanto o apoio de Wilhelm a uma política de colonização foi mostrado em seu telegrama Kruger em 1896 e em resposta a crise venezuelana de 1902-1903. A atitude darwinista social (racista) de Guilherme II igualmente refletida no genocídio Herero e Namaqua de 1904 em diante e na supressão da Rebelião Maji Maji de 1907, bem como na Primeira e Segunda Crise Marroquina de 1905 e 1911.
A corrida armamentista naval anglo-alemã provavelmente foi perdida quando a Alemanha não conseguiu acompanhar os britânicos após o advento dos encouraçados a partir de 1906; com a Convenção Anglo-Russa e a Tríplice Entente de 1907, a Weltpolitik alemã mostrou-se incapaz de evitar a ameaça de uma guerra em duas frentes. O fracasso final da política seria selado no final da Primeira Guerra Mundial, com a derrota alemã.